# 西高松町
西高松町（にしたかまつちょう）とは、宮崎県宮崎市内の地名。小戸地域自治区に属している。郵便番号は880-0016。2023年現在住居表示実施地域である。

## 地理
宮崎市の中心部、小戸地域自治区に属する。丁目表記がなく、西高松町の後に番地が来る住宅街からなる中心市街地の一部となっている。
北を大工1丁目、東を北高松町、南を南高松町、西を大工2丁目と接する。

## 地名の由来
旧高松通1-3丁目に由来する。高松通りは現在の高松橋から国道220号交点までの市道にあたる。（一部アーケード街『一番街』に重複。）

## 世帯数と人口
2023年（令和5年）7月1日現在の世帯数と人口は以下の通りである。
| 町丁     | 世帯数  | 人口  |
| -------- | ------- | ----- |
| 西高松町 | 157世帯 | 247人 |

## 小・中学校の学区
市立小・中学校に通う場合、学区は以下の通りとなる。
| 町名     | 小学校             | 中学校               |
| -------- | ------------------ | -------------------- |
| 西高松町 | 宮崎市立小戸小学校 | 宮崎市立宮崎西中学校 |

## 交通

### バス
宮交グループの運営するバスが営業している。

### 道路
- 国道10号
- 国道269号